# Mitchell (Indiana)
Mitchell – miasto w Stanach Zjednoczonych, w stanie Indiana, w hrabstwie Lawrence.